# Besedice
Besedice (německy Beseditz, Bessetitz) jsou vesnice, část obce Koberovy v okrese Jablonec nad Nisou. Nachází se asi 1,5 km na západ od Koberov. Besedice jsou také název katastrálního území o rozloze 4,18 km2. V katastrálním území Besedice leží i Michovka a Zbirohy.
Celé území Besedic spadá do chráněné krajinné oblasti Český ráj. Na katastru Besedic se nacházejí Suché skály, součást Kozákovského hřbetu, nejvyšší kopec Jičínské pahorkatiny Sokol (562 m n. m.) se skalními komplexy Chléviště a Kalich, kopec Zbirohy se skalním komplexem a zříceninou Zbirohy či památný strom Tis v Besedicích.

## Historie
První písemná zmínka o obci pochází z roku 1454.
V letech 1850–1921 byla vesnice součástí obce Loučky, v letech 1930–1950 samostatnou obcí a od roku 1961 se stala součástí obce Koberovy.